# 和洽
和洽（2世纪?—3世纪?），字陽士，汝南郡西平人。東漢末及三國時曹魏官員。官至光祿勳、太常。

## 生平
東漢末年和洽獲舉孝廉和大將軍府辟命，但都沒有應命。袁紹此時亦派人到汝南招攬士大夫，和洽則與家人投靠荊州牧劉表，獲劉表以上賓禮待。和洽又認為劉表是昏世之主，為免受讒言所害，因而南至武陵。建安十三年（208年），曹操征伐荊州，荊州牧劉琮投降，和洽被辟命為丞相掾屬。建安十八年（213年），曹操封魏公，建魏國，和洽與王粲、杜襲等同被任命為侍中。後毛玠因崔琰被賜死而感到不滿，有人告發毛玠曾非議曹操，曹操於是大怒。和洽於是與桓階等向曹操說理求情，最終毛玠獲免官而免於被誅殺。
建安二十年（215年），曹操親自率兵攻取漢中，但並沒有聽劉曄的建議進取蜀地。和洽則建議曹操在此時退軍並遷移當地居民，這樣可以節省守衛漢中的開支，但曹操不接納。但到建安二十四年（219年），曹操還是放棄漢中，並遷徙當地人民。和洽後出任郎中令。建安二十五年（220年），曹操死後，群臣聽到死訊都哭泣，和洽隨著司馬孚遏止群臣哭泣，並要求群臣為世子曹丕繼位；同時也領著禁衛，一同辦理曹操喪事，順利讓曹丕繼位。黃初元年（220年），曹丕稱帝，升和洽為光祿勳，封安城亭侯。太和元年（227年），曹叡繼位，進封西陵鄉侯。後來和洽轉任太常，清貧而簡樸儉約，更加需要變賣田地維持生活，明帝聽聞後賜他穀物和布帛。後來逝世，諡簡侯。

## 家庭

### 子
- 和，嗣侯。
- 和逌，官至廷尉、吏部尚書，娶夏侯尚女。

### 孫
- 和嶠，和逌之子，曹魏及西晉官員，在晉官至太子少保。
- 和郁，和嶠弟，歷任西晉尚書左右僕射、中書令、尚書令。

### 曾孫
- 和濟，和郁子，和嶠嗣子，西晉中書郎。

## 評價
- 陳壽《三國志》：「和洽清和幹理……皆一世之美士也。」
- 范曄《後漢書》：「若樊子昭、和陽士者，並顯名於世。」

## 延伸阅读
[在维基数据编辑]
 《三國志/卷23》，出自陳壽《三國志》